# 嶺東線
嶺東本線（ヨンドンほんせん）は、大韓民国慶尚北道栄州市にある栄州駅と江原特別自治道江陵市にある青良信号所を結ぶ、韓国鉄道公社（KORAIL）の鉄道路線。

## 概要
江原特別自治道の山岳地帯を越える栄州駅から東海駅までの区間（約149km）と、日本海に沿って走る東海駅から青良信号所までの区間（約41km）に分けられ、2020年以降は東海駅で運行系統が分割されている。韓国東部の開発を目的に、1962年までに全線が完成した。
また、この海岸線部分については本来、日本統治時代に現在朝鮮民主主義人民共和国（北朝鮮）の施政下にある元山から釜山の間を結ぶ東海線の一部として建設が進められる予定であった。しかし、両側の一部区間が東海北部線・東海南部線として建設されただけで終戦を迎え、その後の南北分断によって工事が中断されていたのを、韓国政府により一部区間の工事を再開し、開通させたものである。1974年までは江陵から少し先の鏡浦台駅まで線路が延びていた。風光明媚な区間であるため、ドラマ『砂時計』などでの撮影にも使用されている。
現在、一般列車はムグンファ号およびヌリロが運行されている。東海駅を発着する嶺東線の旅客列車の多くは東栢山駅から太白線、ついで中央線に乗り入れ、ソウル特別市にある清凉里駅をターミナル駅としている。このため、東栢山 - 栄州間の本数は僅少であるが、栄州駅から中央線に乗り入れ、大邱線経由で東大邱駅発着となる列車も毎日運転されている。その他、中央線・東海線経由釜田行き、栄州駅から慶北線・京釜線経由釜山行き（週末のみ）も設定され、慶北線経由での東大邱 - 汾川間区間列車（週末のみ）も設定されている。
他に特定日には観光列車「V-train」も運行されている。
2005年に全区間の電化が完成し、東海駅で機関車を付け替えることなく直通できるようになった。
将来的には、ロシア連邦などが推し進めているシベリア鉄道と接続して韓国・日本からの貨物輸送ルートを形成する「シベリア・ランドブリッジ」の計画に基づき、東海線を全通させる事が南北会議で合意されている。そのため、江陵駅から北朝鮮統治下にある金剛山青年駅までの区間を結ぶ東海北部線の敷設・復旧工事と、東海駅から南下して浦項駅までを結ぶ路線の敷設が行われることになる。
2017年12月22日開業の京江線（KTX江陵線）工事に伴い、2014年9月15日より江陵駅の営業が休止され（この間に駅の移設も実施）、2018年7月17日まで旅客列車は正東津駅、貨物列車は安仁駅までの運行となっていた。その後、嶺東線列車の江陵駅乗り入れ再開に先立ち、京江線と嶺東線の合流点に青良信号所が新設され、両線の重複区間とされていた青良信号所 - 江陵駅間は京江線の単独区間に変更されたため、線路名称上の嶺東線の終点は江陵駅から青良信号所に改められた。
2020年3月2日より、KTX江陵線の東海駅への乗り入れが開始された（南江陵信号場付近から三角線を経由して嶺東線へ入るため、江陵駅は経由しない）。また、東海駅にて嶺東線全旅客列車の運行系統が分割され、東海駅 - 江陵駅間はムグンファ号・ヌリロによる区間列車が設定された。

### 山越え区間
嶺東線は途中で太白山脈を通過するため、東栢山 - 道渓間は勾配が連続する難所となっていた。この区間の勾配緩和のため、深浦里信号場 - 桶里間にはSの字を逆さにした形に引かれたオメガカーブ線が設けられ、途中の興田駅・羅漢亭駅は勾配型スイッチバック駅となっていた（日本では、狩勝峠付近における根室本線に相当する施設）。このうち羅漢亭駅は、日本の漫画作品『鉄子の旅』で取り上げられたことがある。
これら輸送の支障となる施設を解消するため、東栢山駅 - 道渓駅までの区間をループ型に短絡するソラントンネル（全長16.2km）の建設が計画された。このトンネルは2001年に着工し、2006年の同トンネル貫通後、道渓付近の工事が遅れていたが、2012年6月27日に開業した。これにより、東栢山 - 道渓間の旧線と、その上にある深浦里・興田・羅漢亭の3駅は廃止され、ソラントンネル内に設けられたソラン信号場（行き違い設備）に統合された。韓国で唯一のスイッチバック区間だったため廃止直前には鉄道ファンの人気を集め、廃止直前の6月20日には羅漢亭駅の旅客営業が再開されるほどの状況となった。なお、新線切り替えと同時に桶里駅は貨物専用となり、東栢山駅の構内側線扱いに変更された。
旧線は、廃止後の2014年に「ハイワンチュチュパーク」という観光鉄道としてオープン、蒸気機関車を模した列車が走行している。

## 歴史
- 1940年8月1日 - 三陟鉄道（日本統治時代の朝鮮に存在した私鉄）・鉄岩線として鉄岩 - 墨湖（1961年以降は墨湖港）間 (60.5km)が開業。
- 1955年12月31日 - 栄岩線として栄州 - 鉄岩間 (86.4km)が開業。
- 1961年5月5日 - 東海北部線として北坪（現在の東海） - 玉渓間 (18.2km)が開業。
- 1962年11月6日 - 東海北部線として玉渓 - 鏡浦台間 (33.1km)が開業。
- 1963年5月17日 - 鉄岩線・栄岩線・東海北部線区間を統合して嶺東線と命名。鉄岩線の北坪 - 墨湖港間は墨湖港線となる。
- 1963年5月30日 - 桶里 - 深浦里間黄池本線区間完成。鋼索鉄道区間廃止。
- 1975年12月5日 - 鉄岩 - 東海間が電化。
- 1979年3月1日 - 江陵 - 鏡浦台間 (5.5km)が廃止。
- 1997年3月28日 - 栄州 - 鉄岩間が電化。
- 2005年9月8日 - 東海 - 江陵間が電化し、嶺東線の全線電化が完成。
- 2007年12月31日 - 桶里 - 道渓間で運用されてきた補助機関車がこの日を以て廃止。
- 2012年6月27日 - ソラントンネル開通により、東栢山 - 道渓間でルート変更。興田 - 羅漢亭間のスイッチバックと桶里・深浦里信号場・興田・羅漢亭の4駅を廃止。東栢山 - 桶里を東栢山駅構内扱いへ変更。
- 2014年9月15日 - 京江線工事に伴い、安仁 - 江陵間を休止。旅客列車は正東津までの運行となる。
- 2018年6月28日 - 青良信号所開設。青良信号所 - 江陵間が京江線に編入され、嶺東線の終点を江陵駅から青良信号所に変更。これにより、路線全長が192.7kmから188.9kmに短縮される[2]。
- 2018年7月18日 - 嶺東線旅客列車の江陵駅への乗り入れを再開。
- 2020年3月2日 - KTX江陵線の東海駅への乗り入れを開始。また、東海駅で運行を分離し、東海 - 江陵間のシャトル列車運行開始。

## 駅一覧
便宜的に、元々嶺東線区間の青良信号所 - 江陵間も記す。
- ●：全列車停車、▲：一部列車停車、※：夏季のみ停車、|：全列車通過

| 駅名           | 駅名           | 駅名           | 駅間キロ (km) | 累計キロ (km) | 駅 等級      | 駅種別         | K T X 江 陵 線 | K T X 嶺 東 線 | ム グ ン フ ァ | 海 列 車 ・ ヌ リ ロ | 接続路線                                                                         | 所在地         | 所在地 |
| 日本語         | ハングル       | 英語           | 駅間キロ (km) | 累計キロ (km) | 駅 等級      | 駅種別         | K T X 江 陵 線 | K T X 嶺 東 線 | ム グ ン フ ァ | 海 列 車 ・ ヌ リ ロ | 接続路線                                                                         | 所在地         | 所在地 |
| -------------- | -------------- | -------------- | ------------- | ------------- | ------------ | -------------- | -------------- | -------------- | -------------- | -------------------- | -------------------------------------------------------------------------------- | -------------- | ------ |
| 栄州駅         | 영주역         | Yeongju        | 0.0           | 0.0           | 1級          | グループ代表駅 | 運 行 な し    | 運 行 な し    | ●              | 運 行 な し          | 韓国鉄道公社：中央線（直通運転）・慶北線                                         | 慶尚北道       | 栄州市 |
| 北栄州信号所   | 북영주신호소   | Bugyeongju     | 1.8           | 1.8           | 信号所       | 信号所         | 運 行 な し    | 運 行 な し    | \|             | 運 行 な し          | 韓国鉄道公社：北栄州三角線                                                       | 慶尚北道       | 栄州市 |
| 文丹信号場     | 문단신호장     | Mundan         | 7.2           | 9.0           | 信号場       | 信号場         | 運 行 な し    | 運 行 な し    | \|             | 運 行 な し          |                                                                                  | 慶尚北道       | 奉化郡 |
| 奉化駅         | 봉화역         | Bonghwa        | 5.7           | 14.7          | 3級          | 普通駅         | 運 行 な し    | 運 行 な し    | ●              | 運 行 な し          |                                                                                  | 慶尚北道       | 奉化郡 |
| 巨村駅         | 거촌역         | Geochon        | 5.5           | 20.2          | 無配置簡易駅 | 無配置簡易駅   | 運 行 な し    | 運 行 な し    | \|             | 運 行 な し          |                                                                                  | 慶尚北道       | 奉化郡 |
| 鳳城駅         | 봉성역         | Bongseong      | 5.5           | 25.7          | 無配置簡易駅 | 無配置簡易駅   | 運 行 な し    | 運 行 な し    | \|             | 運 行 な し          |                                                                                  | 慶尚北道       | 奉化郡 |
| 法田駅         | 법전역         | Beopjeon       | 7.0           | 32.7          | 無配置簡易駅 | 無配置簡易駅   | 運 行 な し    | 運 行 な し    | \|             | 運 行 な し          |                                                                                  | 慶尚北道       | 奉化郡 |
| 春陽駅         | 춘양역         | Chunyang       | 5.2           | 37.9          | 3級          | グループ代表駅 | 運 行 な し    | 運 行 な し    | ●              | 運 行 な し          |                                                                                  | 慶尚北道       | 奉化郡 |
| 鹿洞駅         | 녹동역         | Nokdong        | 4.8           | 42.7          | 3級          | 信号場         | 運 行 な し    | 運 行 な し    | \|             | 運 行 な し          |                                                                                  | 慶尚北道       | 奉化郡 |
| 林基駅         | 임기역         | Imgi           | 4.9           | 47.6          | 無配置簡易駅 | 無配置簡易駅   | 運 行 な し    | 運 行 な し    | ▲              | 運 行 な し          |                                                                                  | 慶尚北道       | 奉化郡 |
| 県洞駅         | 현동역         | Hyeondong      | 5.1           | 52.7          | 無配置簡易駅 | 無配置簡易駅   | 運 行 な し    | 運 行 な し    | ▲              | 運 行 な し          |                                                                                  | 慶尚北道       | 奉化郡 |
| 汾川駅         | 분천역         | Buncheon       | 6.6           | 59.3          | 3級          | 普通駅         | 運 行 な し    | 運 行 な し    | ▲              | 運 行 な し          | 韓国鉄道公社：蔚珍汾川線（接続予定）                                             | 慶尚北道       | 奉化郡 |
| 肥洞駅         | 비동역         | Bidong         | 4.2           | 63.5          | 臨時乗降場   | 臨時乗降場     | 運 行 な し    | 運 行 な し    | ▲              | 運 行 な し          |                                                                                  | 慶尚北道       | 奉化郡 |
| 両元駅         | 양원역         | Yangwon        | 2.0           | 65.5          | 臨時乗降場   | 臨時乗降場     | 運 行 な し    | 運 行 な し    | ▲              | 運 行 な し          |                                                                                  | 慶尚北道       | 奉化郡 |
| 承富駅         | 승부역         | Seungbu        | 3.7           | 69.2          | 3級          | 普通駅         | 運 行 な し    | 運 行 な し    | ▲              | 運 行 な し          |                                                                                  | 慶尚北道       | 奉化郡 |
| 石浦駅         | 석포역         | Seokpo         | 7.6           | 76.8          | 3級          | 普通駅         | 運 行 な し    | 運 行 な し    | ●              | 運 行 な し          |                                                                                  | 慶尚北道       | 奉化郡 |
| 銅店駅         | 동점역         | Dongjeom       | 6.2           | 83.0          | 無配置簡易駅 | 無配置簡易駅   | 運 行 な し    | 運 行 な し    | \|             | 運 行 な し          |                                                                                  | 江原特別自治道 | 太白市 |
| 鉄岩駅         | 철암역         | Cheoram        | 4.0           | 87.0          | 3級          | 普通駅         | 運 行 な し    | 運 行 な し    | ▲              | 運 行 な し          |                                                                                  | 江原特別自治道 | 太白市 |
| 栢山駅         | 백산역         | Baeksan        | 4.3           | 91.3          | 3級          | 普通駅         | 運 行 な し    | 運 行 な し    | \|             | 運 行 な し          | 韓国鉄道公社：太白線                                                             | 江原特別自治道 | 太白市 |
| 東栢山駅       | 동백산역       | Dongbaeksan    | 1.8           | 93.1          | 3級          | 普通駅         | 運 行 な し    | 運 行 な し    | ▲              | 運 行 な し          | 韓国鉄道公社：太白三角線（直通運転）                                             | 江原特別自治道 | 太白市 |
| ソラン信号場   | 솔안신호장     | Solan          | 10.0          | 103.1         | 信号場       | 信号場         | 運 行 な し    | 運 行 な し    | \|             | 運 行 な し          |                                                                                  | 江原特別自治道 | 太白市 |
| 道渓駅         | 도계역         | Dogye          | 8.2           | 111.3         | 3級          | 普通駅         | 運 行 な し    | 運 行 な し    | ●              | 運 行 な し          |                                                                                  | 江原特別自治道 | 三陟市 |
| 古士里駅       | 고사리역       | Gosa-ri        | 4.7           | 116.0         | 無配置簡易駅 | 無配置簡易駅   | 運 行 な し    | 運 行 な し    | \|             | 運 行 な し          |                                                                                  | 江原特別自治道 | 三陟市 |
| 下古士里駅     | 하고사리역     | Hagosa-ri      | 1.7           | 117.7         | 無配置簡易駅 | 無配置簡易駅   | 運 行 な し    | 運 行 な し    | \|             | 運 行 な し          |                                                                                  | 江原特別自治道 | 三陟市 |
| 馬次里駅       | 마차리역       | Macha-ri       | 3.5           | 121.2         | 無配置簡易駅 | 無配置簡易駅   | 運 行 な し    | 運 行 な し    | \|             | 運 行 な し          |                                                                                  | 江原特別自治道 | 三陟市 |
| 新基駅         | 신기역         | Singi          | 5.4           | 126.6         | 3級          | 普通駅         | 運 行 な し    | 運 行 な し    | ▲              | 運 行 な し          |                                                                                  | 江原特別自治道 | 三陟市 |
| 上鼎信号場     | 상정신호장     | Sangjeong      | 5.2           | 131.8         | 信号場       | 信号場         | 運 行 な し    | 運 行 な し    | \|             | 運 行 な し          |                                                                                  | 江原特別自治道 | 三陟市 |
| 未老駅         | 미로역         | Miro           | 4.7           | 136.5         | 無配置簡易駅 | 無配置簡易駅   | 運 行 な し    | 運 行 な し    | \|             | 運 行 な し          |                                                                                  | 江原特別自治道 | 三陟市 |
| 桃京里信号場   | 도경리신호장   | Dogyeong-ri    | 3.6           | 140.1         | 信号場       | 信号場         | 運 行 な し    | 運 行 な し    | \|             | 運 行 な し          |                                                                                  | 江原特別自治道 | 三陟市 |
| 東海駅         | 동해역         | Donghae        | 7.5           | 147.6         | 1級          | グループ代表駅 | 運 行 な し    | ●              | ●              | ●                    | 韓国鉄道公社：三陟線（海列車のみ直通運転）・北坪線（貨物線）・墨湖港線（貨物線） | 江原特別自治道 | 東海市 |
| 墨湖駅         | 묵호역         | Mukho          | 6.0           | 153.6         | 3級          | 普通駅         | 運 行 な し    | ▲              | 運 行 な し    | ●                    | 韓国鉄道公社：墨湖港線                                                           | 江原特別自治道 | 東海市 |
| 望祥駅         | 망상역         | Mangsang       | 6.0           | 159.6         | 無配置簡易駅 | 無配置簡易駅   | 運 行 な し    | \|             | 運 行 な し    | \|                   |                                                                                  | 江原特別自治道 | 東海市 |
| 望祥海水浴場駅 | 망상해수욕장역 | Mangsang beach | 0.7           | 160.3         | 臨時乗降場   | 臨時乗降場     | 運 行 な し    | \|             | 運 行 な し    | \|                   |                                                                                  | 江原特別自治道 | 東海市 |
| 玉渓駅         | 옥계역         | Okgye          | 4.8           | 165.1         | 3級          | 普通駅         | 運 行 な し    | \|             | 運 行 な し    | \|                   |                                                                                  | 江原特別自治道 | 江陵市 |
| 正東津駅       | 정동진역       | Jeongdongjin   | 11.4          | 176.5         | 3級          | 普通駅         | 運 行 な し    | ▲              | 運 行 な し    | ●                    |                                                                                  | 江原特別自治道 | 江陵市 |
| 安仁駅         | 안인역         | Anin           | 7.1           | 183.6         | 3級          | 普通駅         | 運 行 な し    | \|             | 運 行 な し    | \|                   |                                                                                  | 江原特別自治道 | 江陵市 |
| 青良信号所     | 청량신호소     | Cheongnyang    | 5.3           | 188.9         | 信号所       | 信号所         | \|             | \|             | 運 行 な し    | \|                   | 韓国鉄道公社：京江線                                                             | 江原特別自治道 | 江陵市 |
| 江陵駅         | 강릉역         | Gangneung      | 3.8           | 192.7         | 2級          | グループ代表駅 | ●              | 運 行 な し    | 運 行 な し    | ●                    |                                                                                  | 江原特別自治道 | 江陵市 |

### 廃駅
- 平陵駅 - 東海駅と墨湖駅との間に存在。1969年6月23日廃止。
- 詩洞駅 - 安仁駅と江陵駅との間に存在。1974年12月5日廃止。

### 1979年3月1日廃止区間
江陵駅 (192.7km) - 鏡浦台駅 (198.2km)

### 2012年6月27日廃止区間
東栢山駅（0.0km） - 桶里駅 (2.6km) - 深浦里信号場 (10.3km) - 興田駅 (14.3km) - 羅漢亭駅 (15.8km) - 道渓駅 (19.1km)